# IC 2517
IC 2517 — галактика типу S0     R () у сузір'ї Насос.
Цей об'єкт міститься в оригінальній редакції індексного каталогу.